# Angelou (cratère)
Angelou est un cratère d'impact présent sur la surface de Mercure. 
Le cratère fut ainsi nommé par l'Union astronomique internationale en 2019 en hommage à l'écrivaine américaine Maya Angelou. 
Son diamètre est de 18 km. Il se situe dans le quadrangle de Borealis (quadrangle H-1) de Mercure. 